# Joseph C. Noyes
Joseph Cobham Noyes (* 22. September 1798 in Portland, Massachusetts; † 28. Juli 1868 ebenda) war ein US-amerikanischer Politiker. Zwischen 1837 und 1839 vertrat er den Bundesstaat Maine im US-Repräsentantenhaus.

## Werdegang
Joseph Noyes wurde 1798 in Portland geboren, das damals noch zu Massachusetts gehörte und seit 1820 Teil von Maine ist. Er besuchte die öffentlichen Schulen seiner Heimat und zog im Jahr 1819 nach Eastport. Dort war er als Schiffsausrüster (Ship Chandler) und Versandhändler tätig. Im Jahr 1833 wurde Noyes in das Repräsentantenhaus von Maine gewählt.
Politisch schloss sich Noyes der Whig Party an. 1836 wurde er als deren Kandidat im siebten Wahlbezirk von Maine in das US-Repräsentantenhaus in Washington, D.C. gewählt. Dort trat er am 4. März 1837 die Nachfolge von Leonard Jarvis von der Demokratischen Partei an. Da er bei den Wahlen des Jahres 1838 von seiner Partei nicht mehr nominiert wurde, konnte Noyes bis zum 3. März 1839 nur eine Legislaturperiode im Kongress absolvieren.
Nach seiner Zeit im Repräsentantenhaus arbeitete Noyes zwischen 1841 und 1843 als Leiter der Zollbehörde im Bezirk der Passamaquoddy. Danach zog er nach Portland, wo er mit Mehl handelte. Im Jahr 1859 wurde er Buchhalter der Portland Co., einer Firma, die Lokomotiven herstellte. Bereits 1852 war Noyes einer der Gründer der Portland Savings Bank. Bis zu seinem Tod im Jahr 1868 war er bei dieser Bank als Treasurer für die Bilanzen zuständig.